# 盧駿匡
盧駿匡（Lo Chun Hong，Chris），香港股評人。現從事證券工作，任教技術分析課程。他是ASC港股分析系統創辦人及暢銷書《買對獲利點》作者，並於各大財經雜誌報章撰文，擔任電視及網台財經節目常任嘉賓。他是興證國際投資組副總裁，亦是香港林寶堅尼車會創始人之一。

## 著作
- 《買對獲利點—港股技術走勢大全》 - 經濟日報出版社
- 《買對獲利點II技術分析進階攻略》 - 經濟日報出版社

## 財經專欄
- iMoney
- 明報
- 港股策略王
- 中金在線
- 東方日報
- 炒股幫

## 參與節目
- 港股策略王
- 慧悅財經
- 新城財經台
- 智富通
- 智富360°
- 十點無綫財經
- 操盤群英
- 中環連線

## 外部連結
- 盧駿匡Facebook （页面存档备份，存于）